# 나가미네 유토
나가미네 유토(일본어: 長峰 祐斗, 2000년 3월 28일~)는 일본의 축구 선수이다.

## 구단 경력
그는 2021년 J2리그의 츠바이겐 가나자와에 입단했다. 2023년후 J3리그에 강등했다.